# Maria Nowakowska (ur. 1947)
Maria Nowakowska, z domu Nowak (ur. 1947 w Brzostku) – polska uczona, profesor nauk chemicznych związana z Uniwersytetem Jagiellońskim.

## Życiorys
Urodziła się w 1947 w Brzostku i w tej miejscowości uczęszczała do szkoły podstawowej. Po jej ukończeniu była uczennicą Liceum Pedagogicznego w Gorlicach, gdzie w 1966 roku zdała maturę. W 1971 roku ukończyła studia na Wydziale Matematyki, Fizyki i Chemii Uniwersytetu Jagiellońskiego; w 1977 roku uzyskała stopień doktora, zaś w 1985 – habilitację. W 1986 objęła stanowisko docenta, a w 1992 profesora nadzwyczajnego. W 1997 r. uzyskała stopień profesora i od 2002 roku jest profesorem zwyczajnym UJ.
W latach 1999–2005 pełniła funkcję prorektora UJ ds. Badań i Współpracy Międzynarodowej, w latach 1993–1999 była dziekanem Wydziału Chemii UJ, w latach 1990–1993 jego prodziekanem. Ponadto w latach 1986–2004 zajmowała stanowisko kierownika Zespołu Fotochemii i Spektroskopii. Przez siedemnaście lat (1990–2007) była członkiem senatu UJ. Od 2016 do 2020 roku była członkinią rady Fundacji na rzecz Nauki Polskiej, a oprócz tego zasiadała w licznych komisjach oraz radach stowarzyszeń i organizacji naukowych.
W 1992, 1998 i 2005 była zapraszana przez Komitet Noblowski do nominowania kandydatów do Nagrody Nobla.

## Prace
Jest autorką ponad 250 publikacji naukowych w prestiżowych międzynarodowych czasopismach naukowych, m.in.:
- New Polymeric Photosensitizers (we współautorstwie, 2001)
- Photoactive Modified Hydroxyethylcellulose (we współautorstwie, 2002)
- „Smart” Polymeric Nanospheres as New Materials for Possible Biomedical Applications (we współautorstwie, 2003)
- Interactions of Porphyrin Covalently Attached to Poly(methacrylic acid) with Liposomal Membranes (we współautorstwie, 2005)
- Smart anionic polyelectrolytes based on natural polymer for complexation of cationic surfactant (2006)
- Synteza i właściwości fizykochemiczne porfiryn z grupami hydroksylowymi (we współautorstwie, 2006)
- Polimer szczepiony hydroksypropylocelulozy, sposób wytwarzania polimeru szczepionego hydroksypropylocelulozy oraz zastosowanie polimeru szczepionego hydroksypropylocelulozy (we współautorstwie, 2008)
- Sposób molekularnego drukowania zasad azotowych i zastosowanie polimeru drukowanego molekularnie do selektywnej adsorpcji zasad azotowych (we współautorstwie, 2010)
- Hybrid calcium carbonate/polymer microparticles containing silver nanoparticles as antibacterial agents (we współautorstwie, 2012)
- Collagen/chitosan/hyaluronic acid-based injectable hydrogels for tissue engineering applications-design, physicochemical and biological characterization (we współautorstwie, 2018)
- Structurally stable hybrid magnetic materials based on natural polymers-preparation and characterization (we współautorstwie, 2021)

## Odznaczenia i nagrody

### Odznaczenia
- Austriacki Krzyż Honorowy I klasy[1][5]
- Medal Komisji Edukacji Narodowej[1]
- Order Odrodzenia Polski V i IV klasy[1]
- Złoty Medal za Długoletnią Służbę[6]

### Inne nagrody
- tytuł Krakowianki Roku[1]
- „Laur Jagielloński”[1]
- Honorowe Obywatelstwo Gminy Brzostek[3][7]
- Nagroda Ministra Edukacji i Nauki (dwukrotnie)[8]
- Wyróżnienie World Intellectual Property Organization (Certificate of Merit, Geneva 2011)[1]
- liczne nagrody rektora UJ[8][1]